# Gymnotriclis coscaronorum
Gymnotriclis coscaronorum är en tvåvingeart som beskrevs av Artigas, Papavero och Costa 1997. Gymnotriclis coscaronorum ingår i släktet Gymnotriclis och familjen rovflugor. Inga underarter finns listade i Catalogue of Life.